# Руска Поруба
Руска Поруба (слч. Ruská Poruba) насељено је мјесто са административним статусом сеоске општине (слч. obec) у округу Хумење, у Прешовском крају, Словачка Република.

## Становништво
| Година:    | 1994. | 2004.   | 2014.    | 2024.    |
| ---------- | ----- | ------- | -------- | -------- |
| Број људи: | 276   | 286     | 238      | 205      |
| Разлика:   |       | +3,62 % | -16,78 % | -13,86 % |

| Година:    | 2023. | 2024.   |
| ---------- | ----- | ------- |
| Број људи: | 199   | 205     |
| Разлика:   |       | +3,01 % |

Према подацима о броју становника из 2024. године насеље је имало 205 становника.